# Mineração marinha
A mineração marinha é a mineração do solo oceânico, podendo ser feita em profundidades rasas ou em águas profundas. 

## Exemplos
Na costa oeste da Namíbia, a Diamond Fields International Ltd iniciou a mineração marinha de diamantes em águas rasas em 2001. 
A empresa De Beers extraiu 1,4 milhão de quilates da Zona Econômica Exclusiva (ZEE) da Namíbia em 2018.

## Aspectos legais
A Autoridade Internacional dos Fundos Marinhos (ISA), órgão ligado à Organização das Nações Unidas (ONU), foi criada em 1994 para regular as atividades humanas no fundo do mar além da plataforma continental. A ISA desenvolve regras para mineração comercial e, em 2016, emitiu 27 contratos para exploração mineral, cobrindo uma área total de mais de 1,4 milhão de km². Outras operações de mineração do fundo do mar já estão ocorrendo dentro das zonas econômicas exclusivas dos países, geralmente em profundidades relativamente rasas na plataforma continental.
A jurisdição que rege a atividade humana no oceano é zoneada pela distância da terra. De acordo com a Convenção das Nações Unidas sobre o Direito do Mar (CNUDM) de 1982, um estado costeiro tem jurisdição total sobre 12 milhas náuticas (22 km) de mar territorial, que inclui o espaço aéreo, a coluna de água e o subsolo. Os estados costeiros também têm direitos exclusivos e jurisdição sobre os recursos dentro de sua Zona Econômica Exclusiva (ZEE) de 200 milhas náuticas (370 km). Alguns estados também têm direitos soberanos sobre o fundo do mar e quaisquer recursos minerais abaixo da plataforma continental estendida além da ZEE. A área posterior é a área além da jurisdição nacional (ABNJ), que abrange tanto o fundo do mar quanto a coluna d'água acima dele. A CNUDM designa esta região como patrimônio comum da humanidade. 
A Convenção das Nações Unidas sobre o Direito do Mar fornece a estrutura legal, mas a regulação e o controle das atividades relacionadas a minerais são de responsabilidade da Autoridade Internacional dos Fundos Marinhos, compreendendo os estados signatários da CNUDM. O Artigo 136 da CNUDM abrange o patrimônio comum da humanidade, o Artigo 137.2 abrange os recursos e o Artigo 145 abrange a proteção do meio ambiente marinho, em áreas além da jurisdição nacional.
Segundo a Autoridade Internacional dos Fundos Marinhos (ISA), a exploração mineral oceânica se restringe ao trabalho de pesquisa para a viabilidade técnica, econômica e de sustentabilidade ambiental das jazidas encontradas. Por outro lado, a retirada dos minérios é denominada de explotação. Brasil, Rússia, Noruega, França, China, Alemanha, Japão, Coreia do Sul possuem autorização de exploração mineral em águas internacionais, mas nenhum país conseguiu ainda autorização de explotação.

### Águas internacionais
Em junho de 2021, o presidente de Nauru destacou a urgência de finalizar os regulamentos para mineração em águas internacionais à Autoridade Internacional dos Fundos Marinhos.
A Autoridade Internacional dos Fundos Marinhos vem trabalhando no Código de Mineração, regulamentos que regem a mineração comercial do fundo do mar, desde 2014 e estava programado para publicá-los em 2020. O pedido de Nauru desencadeou uma "regra de 2 anos" que obriga a Autoridade Internacional dos Fundos Marinhos a finalizar as regras até meados de 2023 ou aceitar pedidos de exploração na ausência de diretrizes formais, deixando muitas questões sobre os efeitos a longo prazo da mineração do fundo do mar sem solução.